# 北谷地村
北谷地村（きたやちむら）は、かつて山形県西村山郡にあった村。

## 沿革
- 1889年（明治22年）4月1日 - 町村制施行に伴い西村山郡吉田村、新吉田村、岩木村が合併し、北谷地村が発足。
- 1954年（昭和29年）10月1日 - 西村山郡谷地町、西里村、溝延村と合併し、河北町となり消滅。